# Waldemar Steinhilper
Waldemar Steinhilper (* 1932; † 26. Juli 1998) war ein deutscher Maschinenbauingenieur.
Steinhilper baute ab 1978 den Lehrstuhl für Maschinenelemente und Getriebetechnik an der Universität Kaiserslautern auf und leitete diesen bis zu seiner Emeritierung im Sommer 1997. Sein Nachfolger ist Bernd Sauer.

## Veröffentlichungen
- mit Horst Hennerici und Stefan Britz: Kinematische Grundlagen ebener Mechanismen und Getriebe, Vogel Buchverlag, Würzburg 1993, ISBN 978-3-8023-0423-1
- mit Kurt Schliesser und Kurt Schlindwein: Konstruieren und Gestalten : vom Skizzieren zum rechnerunterstützten Konstruieren (CAD) unter Berücksichtigung der normgerechten Mass-, Form- und Lagetoleranzen, Vogel Buchverlag, Würzburg 1989, ISBN 978-3-8023-0198-8
- mit Otto R. Lang: Gleitlager : Berechnung u. Konstruktion von Gleitlagern mit konstanter u. zeitl. veränderl. Belastung, Springer-Verlag Berlin, Heidelberg, New York 1978, ISBN 978-3-540-08678-9
- Der zeitliche Temperaturverlauf in Reibungsbremsen und Reibungskupplungen beim Schaltvorgang : [1. 2], Karlsruhe 1962 (Dissertation)